# Tom Rhys Harries
Tom Rhys Harries (Cardiff, 8 ottobre 1990) è un attore gallese famoso per aver interpretato il ruolo di Axel Collins nella serie Netflix White Lines e quello di Eddie Walker nella serie Suspicion.

## Biografia
Tom Rhys Harries è nato a Cardiff l'8 ottobre 1990, figlio di una sceneggiatrice ed un preside. Ha due sorelle. Ha seguito un corso presso il Royal Welsh College of Music & Drama di Cardiff, per il quale nel 2020 è stato nominato Honorary Associate.
Per il suo lavoro in teatro, Rhys Harries è stato nominato come una delle Screen International Stars of Tomorrow nel 2012 Rhys Harries ha fatto il suo debutto teatrale nel 2013 in Mojo di Jez Butterworth al fianco di Colin Morgan, Rupert Grint e Ben Whishaw all'Harold Pinter Theatre.
Rhys Harries ha recitato nella commedia d'azione The Gentlemen, dove ha recitato al fianco di Colin Farrell, Hugh Grant e Matthew McConaughey. Nel 2020, Rhys Harries ha interpretato il DJ di Manchester Axel Collins nella serie Netflix White Lines ambientata ad Ibiza negli anni '90. La trama della serie ruotava attorno alla morte del suo personaggio ed è stata vista da oltre 20 milioni di spettatori.
Nel 2022, Ryhs Harries ha interpretato Eddie Walker nella serie Suspicion, recitando al fianco di Uma Thurman e Kunal Nayyar.
Il 17 giugno 2025 viene scelto per interpretare Clayface nel DC Universe (DCU) a partire dalla pellicola a lui dedicata in uscita nel 2026.

## Filmografia

### Cinema
- Hunky Dory, regia di Marc Evans (2011)
- Ironclad 2 - Battle for Blood, regia di Jonathan English (2014)
- No Strings, regia di Anna G. Jones - cortometraggio (2015)
- Hot Property, regia di Max McGill (2016)
- Spilt Milk, regia di James Dunstan - cortometraggio (2016)
- Crow, regia di Wyndham Price (2016)
- Panic, regia di James Cookson - cortometraggio (2016)
- Dragonheart 4 - La battaglia per l'Heartfire (Dragonheart: Battle for the Heartfire), regia di Patrik Syversen (2017)
- ERDEM x H&M: The Secret Life of Flowers, regia di Baz Luhrmann - cortometraggio (2017)
- Slaughterhouse spacca (Slaughterhouse Rulez), regia di Crispian Mills (2018)
- The Gentlemen, regia di Guy Ritchie (2019)
- Hireth, regia di Konrad Begg - cortometraggio (2021)
- Yellowbird, regia di Lucy Chappell - cortometraggio (2021)
- National Theatre Live: The Seagull, regia di Jamie Lloyd (2022)
- Io & Sissi (Sisi & Ich), regia di Frauke Finsterwalder (2023)
- Operazione Kandahar (Kandahar), regia di Ric Roman Waugh (2023)
- Itaca - Il ritorno (The Return), regia di Uberto Pasolini (2024)

### Televisione
- Parade's End, regia di Susanna White – miniserie TV, 1 episodio (2012)
- Under Milk Wood, regia di Pip Broughton – film TV (2014)
- If I Don't Come Home: Letters from D-Day, regia di Marion Milne – film TV (2014)
- L'ispettore Barnaby (Midsomer Murders) – serie TV, 1 episodio (2015)
- Hinterland – serie TV, 1 episodio (2015)
- Jekyll and Hyde, regia di vari registi – miniserie TV, 5 episodi (2015)
- Chewing Gum – serie TV, 1 episodio (2017)
- Unforgotten – serie TV, 6 episodi (2018)
- Merched Parchus – serie TV, 3 episodi (2019)
- 15 Days – serie TV, 4 episodi (2019)
- Britannia – serie TV, 6 episodi (2019)
- White Lines – serie TV, 10 episodi (2020)
- Suspicion – serie TV, 6 episodi (2022)
- The Split – serie TV, 1 episodio (2022)
- Doctor Who – serie TV, 1 episodio (2024)

## Teatro
- Torch Song Trilogy di Harvey Fierstein, regia di Douglas Hodge. Menier Chocolate Factory di Londra (2012)
- The History Boys di Alan Bennett, regia di Michael Longhurst. Crucible Theatre di Sheffield (2013)
- Mojo di Jez Butterworth, regia di Ian Rickson. Harold Pinter Theatre di Londra (2013)
- Hotel di Polly Stenham, regia di Maria Aberg. National Theatre di Londra (2014)
- Four Play di Jake Brunger, regia di Jack Sain. Old Vic di Londra (2015)
- Creditori di August Strindberg, regia di Rikki Henry. Young Vic di Londra (2015)
- Dedication di Nick Dear, regia di Samuel Hodges. Nuffield Theatre di Lancaster (2016)
- The Pitchfork Disney di Philip Ridley, regia di Jamie Lloyd. Shoreditch Town Hall di Londra (2017)
- Tumulus di Christopher Adams, regia di Matt Steinberg. Vault Festival di Londra (2018)
- Il gabbiano di Anton Čechov, regia di Jamie Lloyd. Playhouse Theatre (2020) e Duke of York's Theatre di Londra (2022)

## Doppiatori italiani
Nelle versioni in italiano delle opere in cui ha recitato, Tom Rhys Harries è stato doppiato da:
- Manuel Meli in Britannia, White Lines, Suspicion
- Alex Polidori in Doctor Who
- Federico Talocci in Io & Sissi
- Daniele Di Matteo in Itaca. Il ritorno